# Ivanovo (Viljevo)
Ivanovo je naselje u općini Viljevo (prije se zvalo Gložđe). Nalazi se 4 km jugozapadno od grada Donjeg Miholjca, u Osječko-baranjskoj županiji.
Prema popisu stanovnika iz 2021. godine, Ivanovo ima 224 stanovnika.

## Stanovništvo
| broj stanovnika |       |       | 62    | 130   | 136   | 160   | 164   | 503   | 529   | 592   | 602   | 541   | 428   | 454   | 342   | 290   | 224   |
|                 | 1857. | 1869. | 1880. | 1890. | 1900. | 1910. | 1921. | 1931. | 1948. | 1953. | 1961. | 1971. | 1981. | 1991. | 2001. | 2011. | 2021. |

Iskazuje se od 1880. U 1971. smanjeno izdvajanjem dijelova Blanje, Bockovac i Kabalna u samostalna naselja. Naselje Kabalna u 1981. pripojeno je naselju Bockovac. Do 1991. iskazivano pod imenom Gložđe.

## Sport
- NK Ivanovo natječe se u sklopu 2. ŽNL Liga NS D. Miholjac.

## Ostalo
- Dobrovoljno vatrogasno društvo "Ivanovo".
- Lovačka udruga "Vidra" Ivanovo

## Crkva
- U selu se nalazi crkva svih svetih srijemskih mučenika koja je u župi sv. Andrije apostola u Đakovu.

## Školstvo
U selu se nalazi područna škola Ivanovo koja ide od 1. do 4. razreda, a spada pod OŠ Ante Starčevića iz Viljeva.

## Dom kulture
U selu se nalazi dom kulture sagrađen 1995. godine.

## Povijest
U selu se nalazi stara osnovna škola koja je 2018 godine dobila status arhitekture[čega?] sela i općine Viljevo. Sagradio ju je grof Majlat.[nedostaje izvor]

## Vanjske poveznice
Službeno mrežno mjesto
|  | Zajednički poslužitelj ima još gradiva o temi Ivanovo (Viljevo) |